# Босири

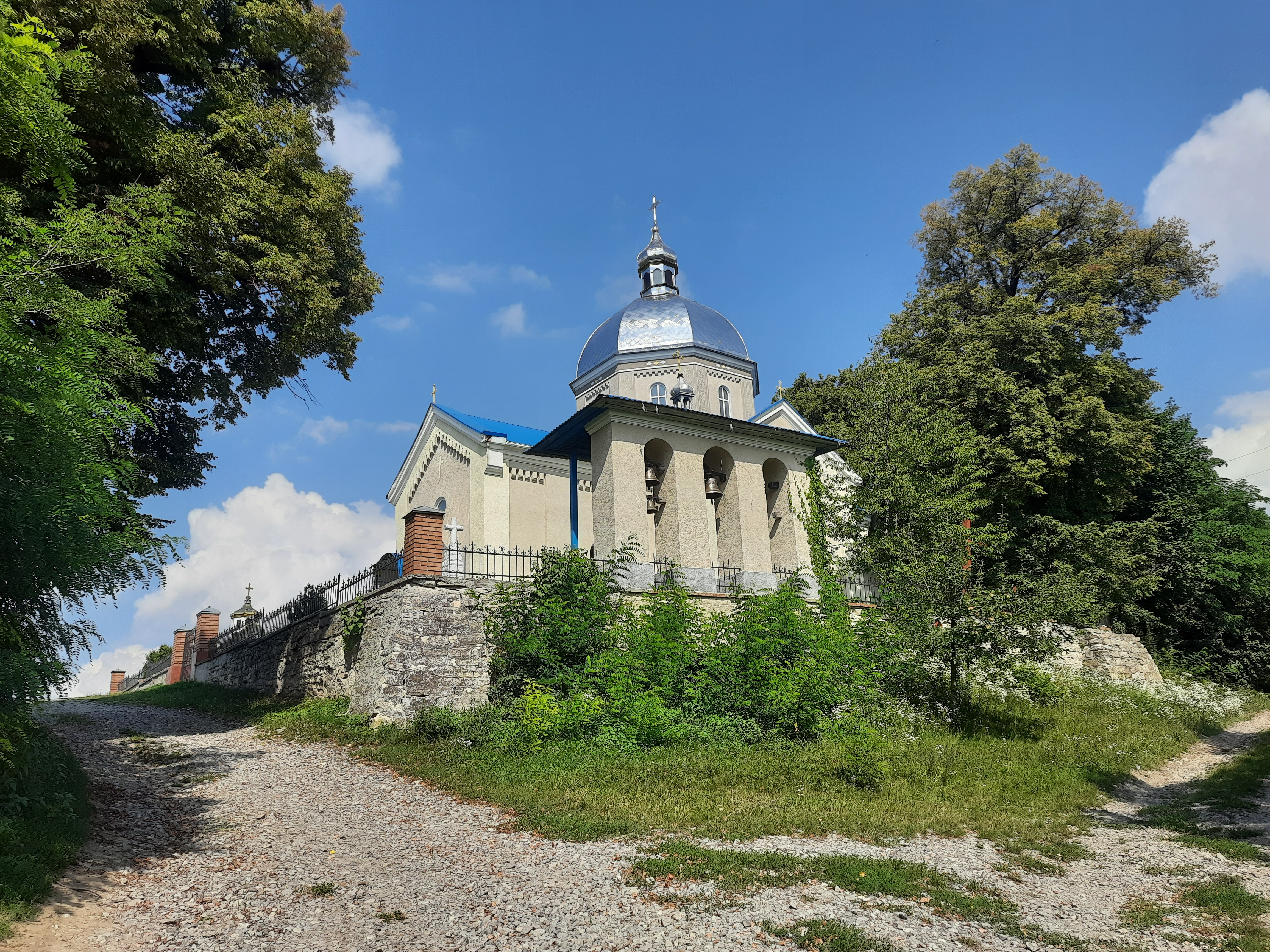
Церква Покрови Пресвятої Богородиці

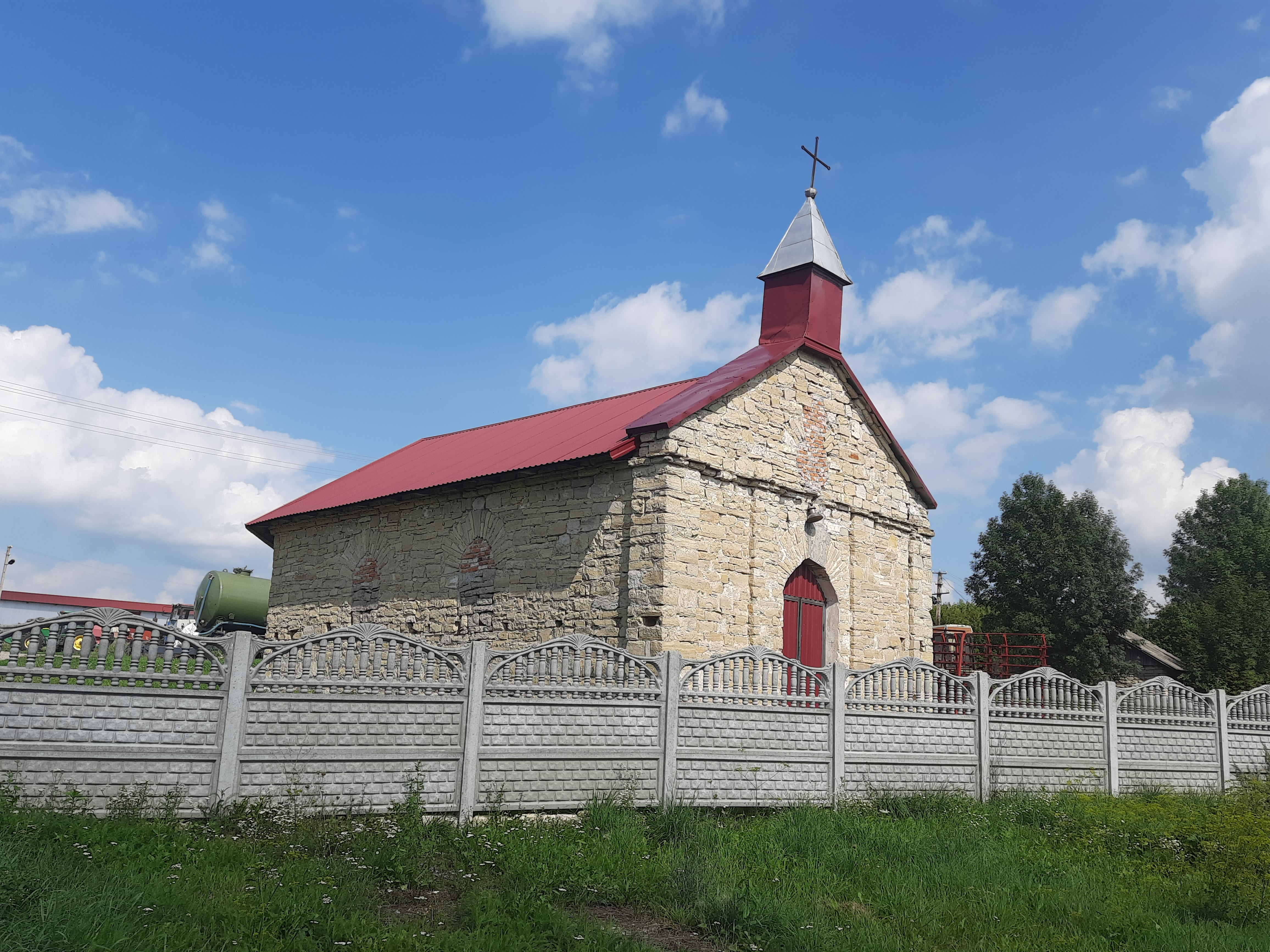
Колишній костел.

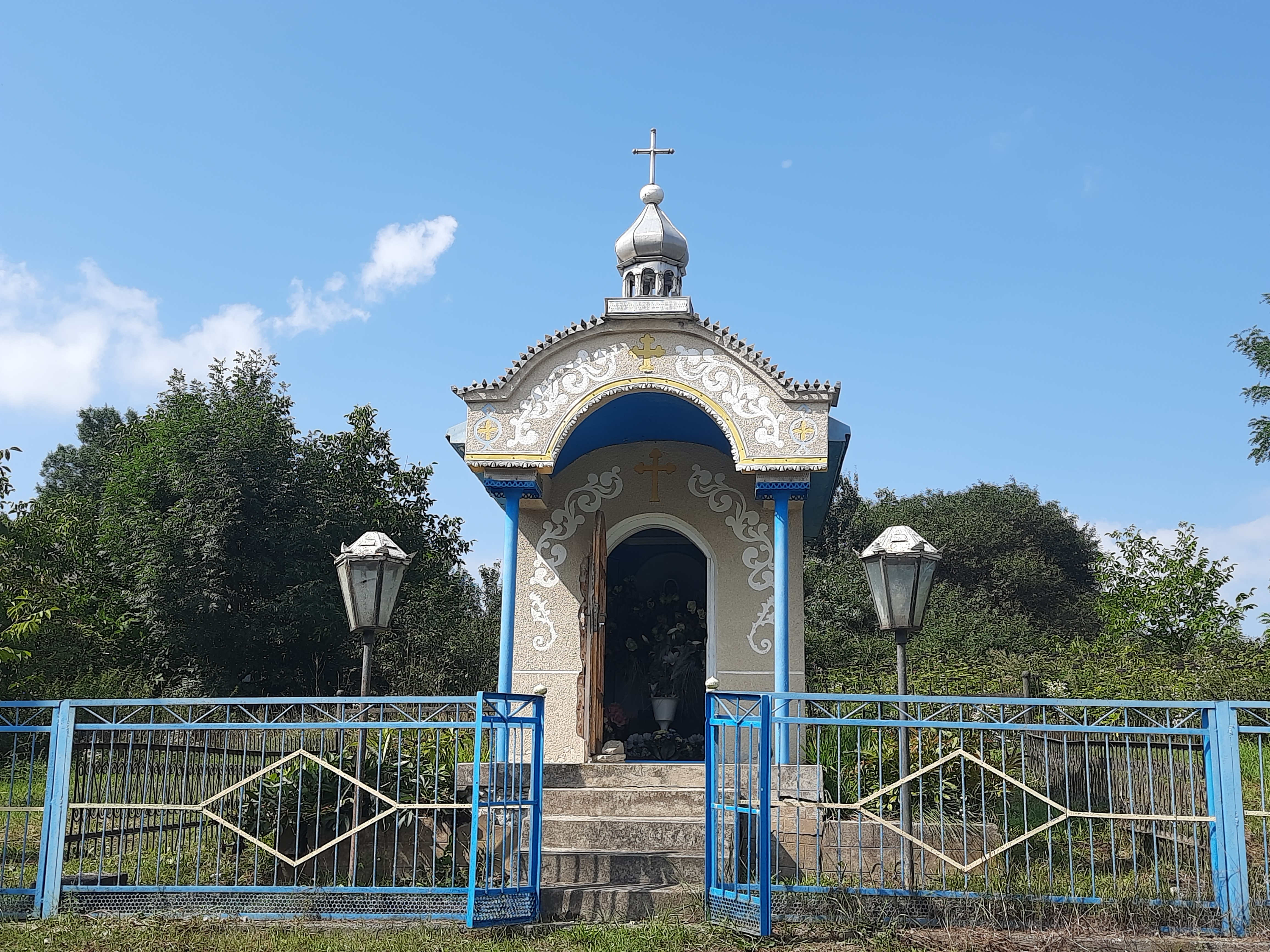
Капличка

Боси́ри (1964—1992 — Вересневе) — село в Україні, Тернопільська область, Чортківський район, Гусятинська селищна громада. Адміністративний центр колишньої Босирівської сільської ради. До села приєднано хутір Рови.

## Географія

### Розташування
Розташоване на берегах р. Босирки (права притока Ботової Долини, басейн Дністра), за 47 км від районного центру та 8 км від найближчої залізничної станції Гусятин.
Територія — 1,31 км². Населення — понад 50 людей.

### Місцевості
- Рови — хутір, розташований за 1,5 км від села. У 1949 р. на хуторі — 7 дворів, 27 жителів.[4]

## Історія
У Босирах знайдено римські монети II—III століть.

Населений пункт появився найвірогідніше на початку XVIII століття, після того, як турки залишили Поділля в 1699 році. Микола Крикун пише: 
У тому ж часі тривала колонізація Збрижського ключа. За інвентарем 1720 р., у містечку Збрижі та чотирьох селах із 337 родин підданих 99 сиділи на слободах, зокрема всі 35 — у «новоосадженому селі» Босири.
За статистикою, у селі 1900 і 1910 рр. — 836 жителів, 1921—681, 1931—745 жителів; у 1921 р. — 160, 1931—165 дворів. За Австро-Угорщини діяла 2-класна школа з українською мовою навчання, за Польщі — утраквістична. Власниками Босирів були ґрафи Козєбродські.
Під час Першої світової війни двоє жителів села зголосилися добровольцями до Леґіону УСС.
У 1920-х рр. кілька мешканців Босирів належали до УВО. Після приходу радянської влади (1939) органи НКВС знищили в Чортківській тюрмі жителя села Михайла Атаманюка.
20–21 липня 1941 р. розстріляли в місті Умані Дмитра Гойду, Петра Пхайка, Степана Цутульського.
Під час німецько-радянської війни загинули або пропали безвісти у Червоній армії 34 місцевих жителі:
- Михайло Атаманюк (нар. 1912),
- Володимир (нар. 1925),
- Михайло Білінський (нар. 1906),
- Юрій Геравс (нар. 1914),
- Василь Герега (нар. 1904),
- Микола Глют (нар. 1920),
- Йосип Гуменюк (нар. 1919),
- Ілля Дідик (нар. 1902),
- Казимир Завадський (нар. 1923),
- Григорій Кінасевич (нар. 1908),
- Омелян Кінасевич (нар. 1914),
- Петро Кінасевич (нар. 1912).

В УПА воювали Микола Бардзій, Роман Дубик, Микола Збрицький, Мирон Кінасевич, Йосип Коломий, Федір Корчевський, Величенко Славко (Незламний) та інші мешканці Босирів.
12 червня 2020 року, відповідно до розпорядження Кабінету Міністрів України № 724-р «Про визначення адміністративних центрів та затвердження територій територіальних громад Тернопільської області» увійшло до складу Гусятинської селищної громади.
19 липня 2020 року, в результаті адміністративно-територіальної реформи та ліквідації Гусятинського району, село увійшло до складу новоутвореного Чортківського району.

## Релігія
- церква Покрови Пресвятої Богородиці (УГКЦ; мурована; 1906)

У селі є дві каплички на честь скасування панщини (1848) і 100-річчя храму.

## Населення
| 836 | 836 | 681 | 745 | 132 | 116 |

### Мова
Розподіл населення за рідною мовою за даними перепису 2001 року:
| Мова       | Кількість | Відсоток |
| ---------- | --------- | -------- |
| українська | 184       | 100%     |

## Соціальна сфера
На початку 1900-х рр. і протягом 1920–1930-х рр. діяли читальня «Просвіти», філії товариств «Луг», «Сокіл», «Сільський господар» та інші, споживча і кредитова кооперативи, каса взаємодопомоги, млин.
1940 р. в Босирах примусово створено колгосп, який відновив роботу в січні 1948 р. В 1970-х рр. у селі розміщено комплексну бригаду колгоспу с. Коцюбинчики.
Нині діють клуб, бібліотека, ФАП, торгові заклади, селянська спілка «Босири», фермерське господарство «Ватра».

## Відомі люди

### Народилися
- Іван Кинасевич (1886—1983) — меценат, громадський діяч;
- Марія Летавська (1883—1974) — релігійна діячка (США);
- Мирослав Пуцентело (нар. 1953) — скрипковий майстер, заслужений діяч мистецтв України (2008);
- Степан Пуцентело (нар. 1949) — фахівець у галузі санітарії, заслужений працівник охорони здоров'я України (1998), громадський діяч;
- Петро Ратуський (1892—1966) — підприємець, громадський діяч (Канада).